# Hôpital de Saint-Joseph
Ne doit pas être confondu avec Hôpital Saint-Joseph.
L'hôpital de Saint-Joseph est un hôpital français situé à Saint-Joseph, sur l'île de La Réunion. Il dépend du Centre hospitalier universitaire de La Réunion.